# 陆定一
陆定一（1906年6月9日—1996年5月9日），江苏无锡人，中国共产党的重要作家和文化人物，中国共产党、中华人民共和国政治人物，原副国级领导人。
陆定一毕业于南洋大学（铁道部交通大学前身），早年供职于中国共产主义青年团，任团中央宣传部长。后又任红一方面军政治部宣传部部长，参与长征。抗日战争与第二次国共内战时，任八路军野战政治部副主任、中央宣传部部长等职务，发表过一系列反映第一次国共战争、抗日战争、第二次国共内战中共产党军队生活的文学作品。中华人民共和国建立后主要负责文化、宣传工作，是中国无产阶级文宣理论的奠基人。最高担当过国务院副总理，在反右运动前曾明确鼓励知识分子提出建议和意见。此后在文化大革命中受到迫害，1979年6月被平反，在全国政协五届二次会议上被增选为全國政協副主席。1996年5月9日，在北京逝世。

## 生平

### 早年与红军时期
父亲陆澄宙是律师，后又担任法官。陆定一1922年入上海南洋大学电机工程科学习，1925年19岁时便加入中国共产党，毕业后即投身革命。主要从事共青团和新闻宣传工作。1926年任共青团南洋大学支部书记及上海法南区团委书记。同年秋调团团中央宣传部工作，编辑《中国青年》，撰写了《中国革命的前途》等文章。
1927年5月，陆定一当选为团中央候补委员，任团中央宣传部部长。1928年初，陆定一奉命到广东帮助广东团省委工作，动员1000多名青年参加红军。1928年秋，被选为团中央委员，仍担任宣传部部长。
1928年底至1930年，赴莫斯科担任团中央驻少共国际代表。回国后，继续担任团中央宣传部部长。1931年，因党内斗争，被免去团中央宣传部部长职务。后前往中央苏区，任团中央巡视员，后改任苏区团中央局宣传部长。
1934年，陆定一参与长征。遵义会议后，担任中国工农红军总政治部宣传部部长，主编红军机关报《红星报》。红军通过彝族地区时，陆定一纂写了红军宣传布告。陆定一还编写了《两大主力军会合歌》、《打骑兵歌》等歌曲的歌词。红军到达陕北后，任红一方面军政治部宣传部部长、红军前敌总指挥部政治部宣传部部长。

### 抗日战争与第二次国共内战时期
1937年，陆定一任八路军总政治部宣传部部长。1940年，陆定一任八路军野战政治部副主任，领导《新华日报》华北版的工作，并参与组织百团大战。1940年底，陆定一奉命回延安。1942年8月，因解放日报总编杨松病重，接任延安《解放日报》总编辑。后撰写《我们对于新闻学的基本观点》，成为中共无产阶级新闻宣传理论基石。1945年，陆定一任中国共产党中央宣传部部长。在中共七大上，当选为中央委员。
1946年至1947年，陆定一相继发表《报纸应革除专制主义者不许人民说话和造谣欺骗人民的歪风》、《对于战后国际形势中几个基本问题的解释》等文章，阐述中共观点。1946年1月,他赴重庆参加政治协商会议。1947年3月胡宗南进攻陕北时，陆定一兼任中央直属队政委，化名郑位，随同毛泽东、周恩来、任弼时等转战陕北。其作品是中国共产党方面的重要历史见证，其中《金色的鱼钩》、《老山界》等文章至今仍在中国大陆中小学教育中采用。

### 中华人民共和国成立初期
中华人民共和国成立后，陆定一任中共中央宣传部部长、中央人民政府文教委员会副主任（1953年1月—1954年6月由习仲勋任中央宣传部部长）。1956年5月，陆定一代表中共中央作《百花齐放，百家争鸣》的报告。同年中共八大上，陆定一当选为中央委员、中央政治局候补委员。1958年，陆定一倡导创办中华人民共和国第一所农村职业中学——江苏省海安双楼职业高级中学。1959年，陆定一任国务院副总理。
1962年，在广州会议上，周恩来和陈毅等提出知识分子中的绝大多数都已是劳动人民的知识分子，不应该再戴“资产阶级知识分子”的帽子。但陆定一明确表示反对，说知识分子没有什么变化，“资产阶级知识分子”的帽子就不能摘，毛泽东采纳了陆定一的意见。同年，陆定一任中共中央书记处书记。1965年，陆定一兼任文化部部长。期间陆定一与中宣部副部长、文化部副部长周扬主持起草了“文化部党委关于当前文化工作中的若干问题向中央的汇报提纲（1965年10月30日）”。这份文件第一次提出了“社会主义文化大革命”的概念。

### 文化大革命时期

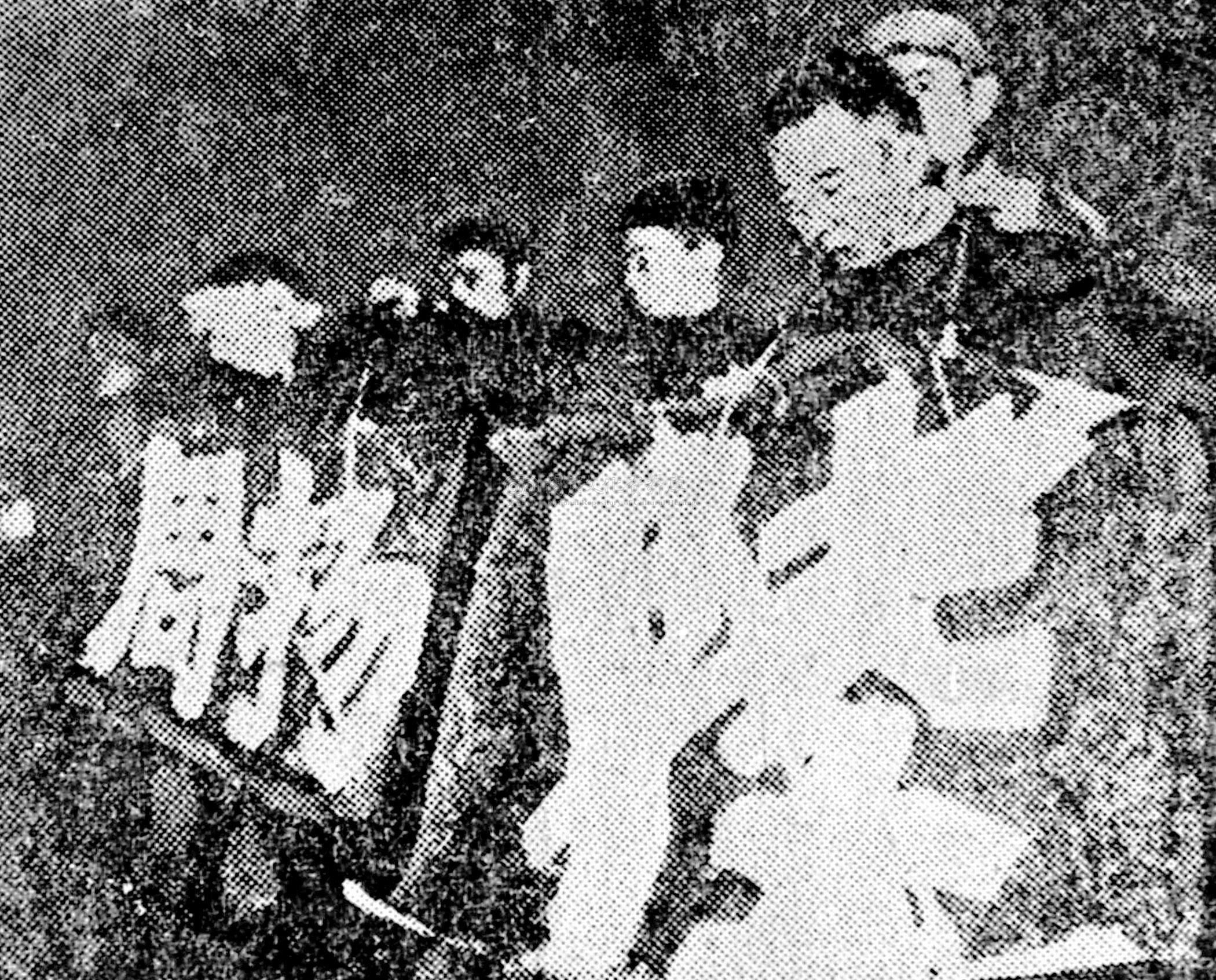
遭紅衛兵批鬥的陸定一與周揚。

1964年7月，成立文化革命五人小组，组长彭真，副组长陆定一，负责领导文艺界整风、学术批判等文化宣传方面事宜。1966年2月3日五人小组由彭真主持召开扩大会议， 除原成员外另有临时与会的许立群、胡绳、姚溱、王力、范若愚、刘仁和郑天翔，共十二人参加。次日，由许立群、姚溱将会议决定以《五人小组向中央的汇报提纲》（即《二月提纲》）为名上报，一星期后被作为中央文件下发。《二月提纲》明确反对将学术问题上升为政治立场问题，与毛泽东的意图与之后文化大革命的趋势形成了鲜明的反差。1966年3月，毛泽东称“中宣部是阎王殿”，要“打倒阎王，解放小鬼”。《二月提纲》下发三个月后，中共中央发布《五一六通知》，推翻《二月提纲》，指责彭真“背着康生同志和其他同志”、造谣，重大问题根本没有在五人小组讨论过、商量过，而是按照自己的意见汇报。《五一六通知》标志文化大革命的开始，而受其指名批判的五人小组随即也不再存在。
1966年5月4日至26日，陆定一等在中共中央政治局扩大会议上受到批判，被停止中央书记处书记、中共中央宣传部部长的职务。会后林彪因陆妻严慰冰在1960-1966年间连续曾给叶群以及林彪的子女写了几十封匿名信，造谣叶群的私生活，声称叶群子女并非林彪亲生，挑拨林彪叶群与子女的关系，而当面指责陆定一：“我恨不得一枪毙了你”。1966年6月27日，北京时间下午四时，劉少奇在人民大会堂安徽廳与中共中央召集的民主人士座談會上，讨论彭真、羅瑞卿、陸定一、楊尚昆幾個同志的問題。刘认为“彭、羅、陸、楊他們的互相關係不正常”，可能导致“復辟資本主義”。9月30日，又正式公布了对陆定一实行“隔离反省”的决定，至此，陆定一被彻底打倒。
此后的「文化大革命」中，陆定一遭到批斗、殴打，饱受政治迫害。1968年4月下旬，陆定一被转入秦城监狱关押。1975年，中共中央1975年25号文件称陆定一是“阶级异己分子、反党分子、内奸嫌疑”，“永远开除党籍”。该文件下发全国，同时决定释放陆定一出狱，离开北京，放回原籍，每月发200元生活费。陆定一拒绝承认此三项罪状，而继续被关押。1976年年底，陆定一被安排在复兴医院监狱病室治疗。

### 改革开放时期
1979年6月8日，中共中央为陆定一平反。1979年6月，陆定一在全国政协五届二次会议上被增选为全國政協副主席。同年9月，在中共十一届四中全会上被补选为中央委员。1980年3月任中共中央宣传部顾问。1983年6月在全国政协六届一次会议上当选为副主席。在中共十二大、十三大上当选为中央顾问委员会常务委员。

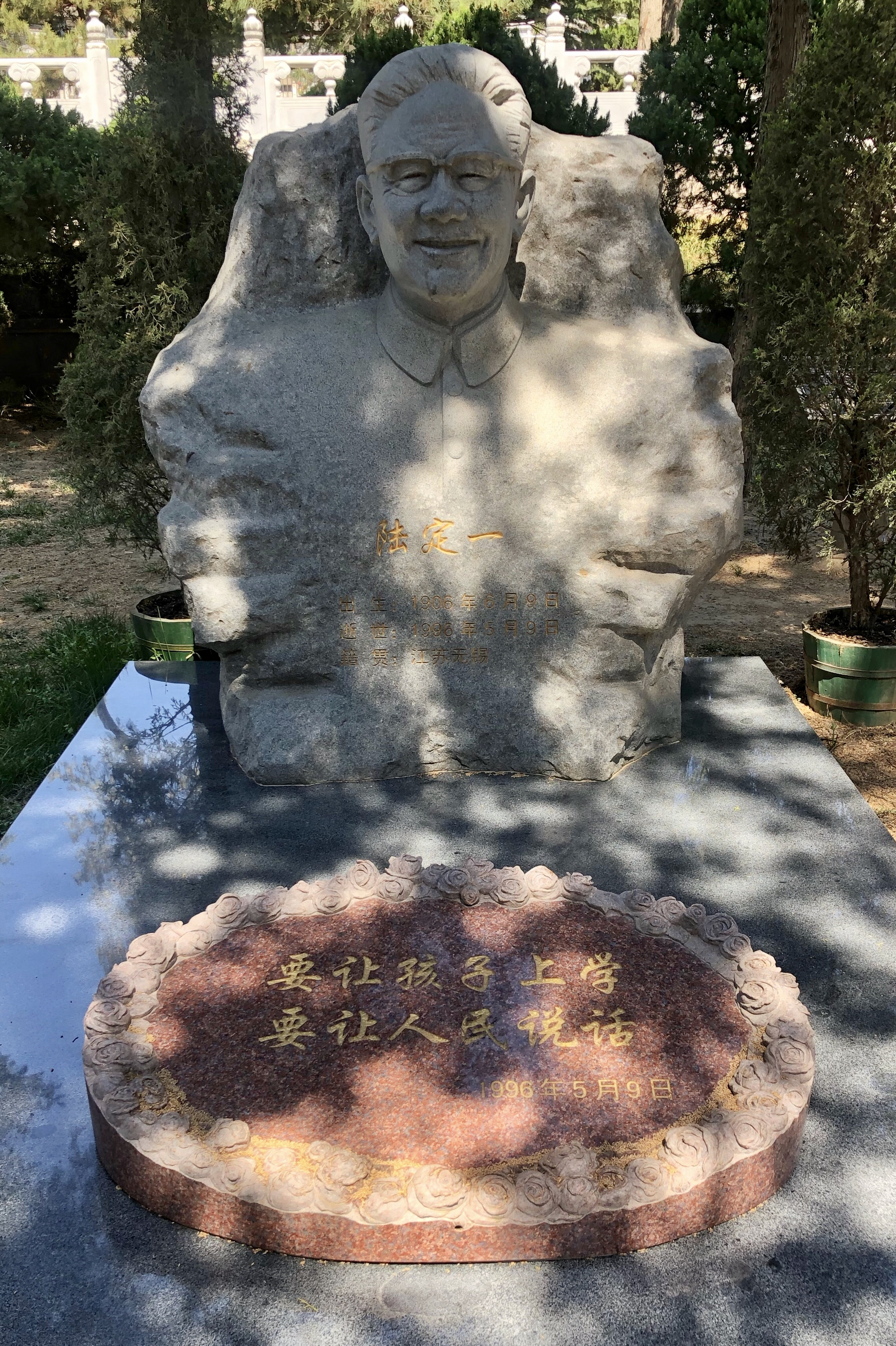
位于北京八宝山革命公墓园区内的陆定一墓

1996年5月9日，陆定一在北京逝世。据其子陆德证实，陆定一临终前只留下两句遗言：“要让孩子上学，要让人民讲话。”

## 家庭
陸定一的第一任夫人是唐一珍，又名唐义贞，湖北武昌人，17岁参加革命，与陆定一在莫斯科结婚，回国后曾担任中央红军卫生材料厂厂长，1935年牺牲于闽西游击战中。他们有两个孩子，大的是女孩，小的是男孩。女孩叫叶坪，1931年12月30日生于江西瑞金叶坪村，红军长征前寄养在于都。男孩名范家定，1980年9月与生父陆定一相认后改名陆范家定，1934年生于福建长汀四都圭田范家，养父范其标是红军残废军人。
第二任夫人是嚴慰冰，匿名信事件主使。陆定一称其长期精神失常，自己对她的所作所为毫不知情。長子陸德（1942年6月9日－），為中國防衛科技學院副院長，次子陸健健，女兒陸瑞君。
因嚴慰冰及其子女的长期阻挠，陆范家定和叶坪直到1979年后才与陆定一相认，有当时多位知情人为其作证。嚴慰冰之子陸健健与孙女陆星子在陆定一去世后发表质疑陆范家定和叶坪的身份的言论。

## 著作
- 《茗边老话》1985年光明日报出版社
- 《陆定一新闻文选》1987年新华出版社
- 《陆定一文集》上下，1992年人民出版社，
- 《老山界》回忆录

### 引用
1. ↑  .   [2014-12-05]. （原始内容存档于2014-12-13）.
2. ↑  涂光群：《人生的滋味》. . 《文汇报》2002年6月7日. 2010-02-26. （原始内容存档于2016-03-05） （中文（简体））.
3. ↑  . 中国共产党新闻网. 2010-02-26. （原始内容存档于2016-03-04） （中文（简体））.
4. ↑  刘海龙. . 中国社会科学网. 2014-10-27. （原始内容存档于2020-11-09） （中文（简体））.
5. ↑  邸延生. . 新华网. 2006-06-28. （原始内容存档于2014-12-17） （中文（简体））.
6. ↑  .   [2014-12-05]. （原始内容存档于2014-12-06）.
7. ↑  . 廖心文. 《党的文献》2002年第2期.   [2013-09-06]. （原始内容存档于2014-09-11） （中文（中国大陆））.
8. ↑  . 中央民族学院出版社. 1993: 44–47.
9. ↑  Barnouin. . Routledge. 2012-11-12: 70  [2015-02-04]. ISBN 978-1-136-15793-6. （原始内容存档于2015-03-21）.
10. ↑  . Chinese University Press. 1996: 96  [2015-02-04]. ISBN 978-962-201-763-4. （原始内容存档于2015-03-21）.
11. ↑  沈传宝. 中央文革小组的历史沿革及立废原因探析. 《中共党史研究》. 2007年第1期.
12. ↑  蘭斯斯; 明鏡出版社. . 明鏡出版社. 2014-07-09: 192. ISBN 978-1-63032-209-0.
13. ↑  吴德. . 人民网. 2012-05-02. （原始内容存档于2020-04-30） （中文（简体））.
14. ↑  王年一. . 人民出版社. 2009: 17.
15. ↑  刘少奇. . 星岛国际. 2006年5月15日  [2009年2月]. （原始内容存档于2012年10月26日） （中文（繁體））.
16. ↑  刘明钢. . 中国共产党新闻网. （原始内容存档于2019-06-02） （中文（简体））.
17. ↑  程中原. . 北京: 当代中国出版社. 2014: 290. ISBN 978-7-5154-0412-7.
18. ↑  . 雅虎网.   [2011年4月22日]. （原始内容存档于2011年8月15日） （中文（中国大陆））.
19. ↑  . 星岛环球网.   [2006-12-12] （中文（中国大陆））.[永久]
20. ↑  . 中华网.   [2006-12-12]. （原始内容存档于2017-08-20） （中文（中国大陆））.
21. ↑  . 凤凰网. 2013-09-11. （原始内容存档于2020-06-04） （中文（简体））.
22. ↑  . 搜狐网. 2004-07-19. （原始内容存档于2021-06-13） （中文（简体））.

## 外部連結
- 陸定一生平 （页面存档备份，存于） 人民網
- 七大代表：陆定一 中华魂
- 于浩成：陆定一政治生涯中的两大亮点
- 陆德：回忆父亲陆定一长征中的二、三事 （页面存档备份，存于）

| 中国共产党职务         | 中国共产党职务                                                    | 中国共产党职务 |
| ---------------------- | ----------------------------------------------------------------- | -------------- |
| 前任： 张闻天          | 中國共產黨中央宣傳部部长 1944年12月－1952年 1954年7月－1966年12月 | 繼任： 习仲勋  |
| 前任： 习仲勋          | 中國共產黨中央宣傳部部长 1944年12月－1952年 1954年7月－1966年12月 | 繼任： 陶铸    |
| 新頭銜                 | 中央文教小组组长 1958年－1966年                                   | 机构撤销       |
| 新頭銜                 | 文化革命五人小组副组长 1964年7月－1966年5月                       | 机构撤销       |
| 中華人民共和國政府职务 |                                                                   |                |
| 前任： 沈雁冰          | 中华人民共和国文化部部长 1965年－1966年                           | 繼任： 萧望东  |